# Paolo Ruffini (mathématicien)
Pour les articles homonymes, voir Paolo Ruffini.
Paolo Ruffini, né à Valentano le 22 septembre 1765 et mort à Modène le 10 mai 1822, est un médecin et mathématicien italien. Son nom est lié à la démonstration partielle de l'irrésolubilité algébrique des équations de degré strictement supérieur à quatre, à la théorie des groupes, le théorème d'Abel et à la règle de Ruffini de décomposition des polynômes.

## Biographie
Paolo Ruffini est né le 22 septembre 1765 à Valentano, au nord de la province de Viterbe, dans le Latium.
Le 9 juin 1788, il passe des licences de philosophie, de médecine et de chirurgie, et juste après une de mathématiques. Il devient professeur de mathématiques à l'université de Modène. En matière religieuse et politique Ruffini était un conservateur et catholique très fervent et pointilleux. À l’arrivée des Français en Italie, il refusa de siéger au conseil des Juniori du Corps législatif, se déclarant incapable de remplir des fonctions qu’il prétendait n’avoir aucun rapport avec le genre de ses études, mais que, dans le fait, il trouvait incompatibles avec ses principes. Il se montra de même peu disposé à prêter le serment civique, qu’on exigeait alors de chaque citoyen ; et ce double refus entraîna la perte de ses places, qu’il ne reprit qu’en 1799, lors du retour des Autrichiens. Il les garda même après leur départ et jusqu’à l’année 1806, époque à laquelle il fut appelé à l'École d'artillerie et génie de l'Académie militaire de Modène en qualité de professeur de mathématiques appliquées.
Ruffini était membre de l'Académie nationale des sciences et de plusieurs Societés Scientifiques italiennes et étrangères. Il mourut à Modène le 10 mai 1822.

## Travaux

### Le théorème d'Abel-Ruffini
Ruffini est le premier à affirmer que l'équation générale et particulièrement l'équation quintique n'admet pas de solution. Il reprend la démarche de Lagrange qui montre que toutes les méthodes utilisées jusqu'ici reviennent à des cas particuliers d'une approche plus générale. Ruffini montre que la méthode de Lagrange ne peut fournir, pour l'équation de degré 5, de formule équivalente à celle de Cardan pour le degré 3. Il publie un livre sur cette question en 1799.
La communauté scientifique de l'époque ne reconnaît pas son travail. Ruffini envoie son livre à Lagrange en 1801, mais n'obtient aucune réponse. Une présentation officielle à l'Académie des sciences n'obtient pas plus de succès. Les mathématiciens Lagrange, Legendre et Lacroix sont chargés d'évaluer la validité de sa preuve. Le rapport décrit son travail comme sans importance, sa démonstration comporte une lacune, rien n'indique qu'il n'existerait pas d'autres méthodes, différentes de celle de Lagrange et donc de toutes celles trouvées jusque-là, et qui permettrait une résolution par radical. Une nouvelle tentative, auprès de la Royal Society anglaise obtient une réponse plus sympathique : si un tel travail n'entre pas dans sa compétence, les résultats ne semblent néanmoins pas contenir d'erreur. Deux autres publications en 1803 et 1808 n'auront guère plus de succès. Pour les mathématiciens de l'époque, le résultat est soit faux, soit anecdotique. Seul Augustin Louis Cauchy comprend la profondeur de son travail. Il lui envoie une lettre en 1821 dans laquelle il indique à la fois la validité et l'importance de la question traitée. Cauchy généralise le résultat sur les permutations à la base des travaux de Ruffini.

## Œuvres et publications

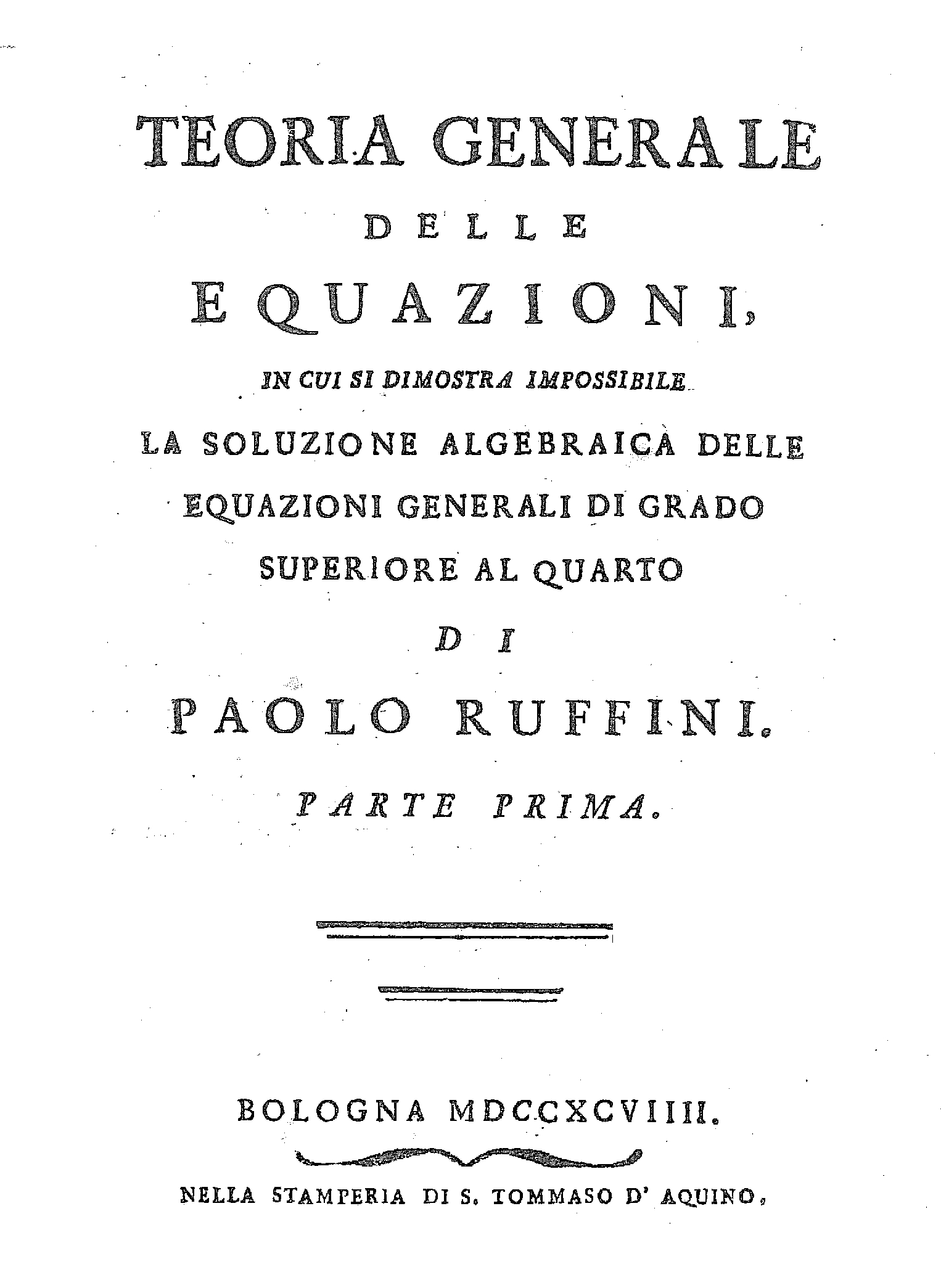
Teoria generale delle equazioni, 1799.

- Teoria generale dell’equazioni, in cui si dimostra impossibile la soluzione algebraica dell’equazioni generali di grado superiore al quarto, Bologne, 1798, 2 vol. in- 8°. Dans ce premier ouvrage, l’auteur appuie son raisonnement sur la méthode des permutations de Lagrange ; mais quelques années plus tard, il traita de nouveau le même sujet en se servant d’une démonstration plus facile.
- Della soluzione dell’equazioni algebraiche determinate, particolari, d’un grado superiore al quarto ; Riflessioni intorno alla rettificazione ed alla quadratura del circolo. Le premier de ces deux mémoires remporta le prix proposé par l’institut national de Milan ; ils sont insérés dans le tome 9 des Mémoires de l'Académie nationale des sciences, 1802.
- Dell’insolubilità dell’equazioni algebraiche generali di grado superiore al quarto. C’est une réplique à quelques observations que le comte Abati avait adressées à l’auteur sur son premier ouvrage ; elle parut dans le tome 10, part. 2, du même recueil, 1803.
- Memoria sopra la determinazione delle radici nell’equazioni numeriche di qualunque grado, Modène, 1804, in-4°, couronné par l’institut de Milan ;
- Riposta a dubbj proposti dal socio Malfatti sopra l’insolubilità algebraica dell’equazioni di grado superiore al quarto ; Riflessioni intorno al metodo proposto da Malfatti per la soluzione dell’equazioni di quinto grado. Ces deux mémoires sont imprimés dans le tome 12 de ceux de l'Académie nationale des sciences, 1805.
- Dell’immaterialità dell’anima, Modène, 1806, in-8°. L’auteur adressa cet ouvrage à l’académie de la religion catholique, établie à Rome, et dont il était membre. Il y donne une démonstration mathématique de l’immatérialité de l’âme et y réfute le système métaphysique de Darwin. L’ouvrage fut dédié à Pie VII, qui fit remettre une médaille d’or à l’auteur.
- Dell’insolubilità dell’equazioni algebraiche generali di grado superiore al quarto, qualunque sia il metodo che si adoperi, algebraico, o trascendentale. C’est une réponse à ceux qui soutenaient pouvoir résoudre par l’analyse les équations que, dans son premier ouvrage, l’auteur avait déclarées insolubles par l’algèbre (dans le tome 1er, part. 2, des Mémoires de l’institut national italien, 1806).
- Algebra e sua appendice, Modène. 1807-1808, 2 vol. in-8° ;
- Alcune proprietà generali delle funzioni, dans le tome 13, part. 6, des Mémoires de l'Académie nationale des sciences, 1807 ;
- D’un nuovo metodo generale di estrarre le radici numeriche, con un’appendice, dans le tome 15 du même recueil, 1813 ;
- Riflessioni intorno alla soluzione dell’ equazioni algebraiche generali, Modène, 1813, in-4°. L’auteur veut prouver, par de nouvelles démonstrations, l’impossibilité de résoudre les équations au-dessus du quatrième degré. Il compare les différentes méthodes employées pour la solution des équations des troisième et quatrième degrés avec celle qu’on devrait suivre pour résoudre, d’une manière quelconque, les équations d’un degré plus élevé.
- Intorno al metodo generale proposto dal signor Wronski, onde risolvere l’equazioni di tutti i gradi, dans le tome 18, partie mathématique, des Mémoires de l'Académie nationale des sciences, 1816 ;
- Memoria sul tifo contagioso. C’est le seul ouvrage de médecine publié par l’auteur à l’occasion du typhus dont l’Italie était affligée au commencement de 1817, ibid., partie physique.
- Due opuscoli sulla classificazione delle curve algebraiche a semplice curvatura. Dans cet ouvrage, dont il devait paraître une troisième partie, l’auteur se proposait d’analyser les théories d’Euler et de Cramer sur ce sujet et d’en rectifier quelques erreurs (ibid., partie mathématique).
- Riflessioni critiche sopra il saggio filosofico intorno alle probabilità del signor Laplace, Modène, 1821, in-8°. Ruffini, effrayé des conséquences que les ennemis de la religion auraient pu tirer de l’ouvrage de Pierre-Simon de Laplace, essaya de le combattre avec les mêmes armes que le géomètre français a employées pour soutenir ses hypothèses, c’est-à-dire avec les principes de l’analyse. Ruffini a laissé aussi quelques écrits inédits.

## Œuvres
- (it)Teoria generale delle equazioni in cui si dimostra impossibile la soluzione algebrica delle equazioni generali di grado superiore al quarto (1799)
- (it)Sopra la determinazione delle radici numeriche di qualunque grado (1804)